# Anyagfejlődés-történet
Az anyagfejlődés-történet olyan átfogó tudományos elmélet, amely összképbe rendezi az anyag fejlődéstörténetéről megismert diszciplináris folyamatokat. A mai összkép kialakulását a Forró univerzum modelltől (Ősrobbanás) számíthatjuk. A modell egyik megformálója George Gamow, aki összekapcsolta a Hubble-törvényt és a kozmikus mikrohullámú háttérsugárzás fölismerését.
A korábbi anyagfejlődés-történeti összképet a földtudományok a Föld történetének rétegtani meghatározásakor alkották meg. A hosszú időt magába foglaló földtörténeti szakaszt is más tudományágak eredményeinek fölhasználásával rekonstruálták a geológiában. Ezt követte az élővilág fejlődéstörténetének fölismerése Charles Darwin korszakalkotó munkájában, A fajok eredetében.

## Három nagy anyagfejlődés-történeti szakasz
Egy tárgyalható sorrendre az alábbi szakaszok szerint osztható föl az anyagfejlődés-története.

### A Forró Univerzumtól a csillagokig és a Naprendszerig
- Az ősrobbanástól a galaxisokig (Az ősrobbanás lefolyásának grafikus ábrázolása).
- A kémiai elemek kialakulása (nukleoszintézis) a csillagfejlődés folyamataiban (Hans Albrecht Bethe).
- A kémiai elemek újraeloszlása galaxisokban (Szupernóva).
- A Naprendszer ásványos anyagainak kialakulása.
- A lehülő szoláris köd ásványai (Lewis-Barshay, Larimer-Grossman modellek).

### Planetáris anyagfejlődéstörténet
- Ásványövek a Naprendszerben: Föld típusú bolygók és Jupiter típusú bolygók
- Planetáris differenciálódás: Övesség a planetáris testekben, különös tekintettel a Föld szerkezetére.
- A bolygótestek ásvány-kőzettani és kozmogeokémiai szempontú rendszerezése.
- Planetáris sztratigráfia (a Föld, a Hold, a Mars, a Merkur felszíni rétegsora.
- Égitestek anyagvizsgálatai (meteoritok, holdkőzetek, marsi meteoritok vizsgálata).

### A Föld fejlődéstörténete
- Szerkezeti hierarchia-szintek együttes vizsgálata a földtudományokban.
- A földi kőzetek megismerésének útjai: sztratigráfia, (földtani axiómák) Nicolaus Steno, kőzettani vizsgálatok.
- Földtörténet, Charles Lyell
- A geoszférák, kölcsönhatásaik, a lemeztektonika.
- A fő kőzettípusok és egymásbaalakulásaik a litoszférában.
- A magmaás kristályosodás során, a mállás és üledékképződés során és a metamorf folyamatokban keletkező legfontosabb kőzetek.

### Az élővilágban kibontakozó fejlődéstörténet
Az élővilágban kibontakozó evolúciós folyamat. Charles Darwin

### Az emberré válás és a társadalmi fejlődéstörténet
Az emberré válás evolúciós folyamata.

## Anyagszerkezeti hierarchia

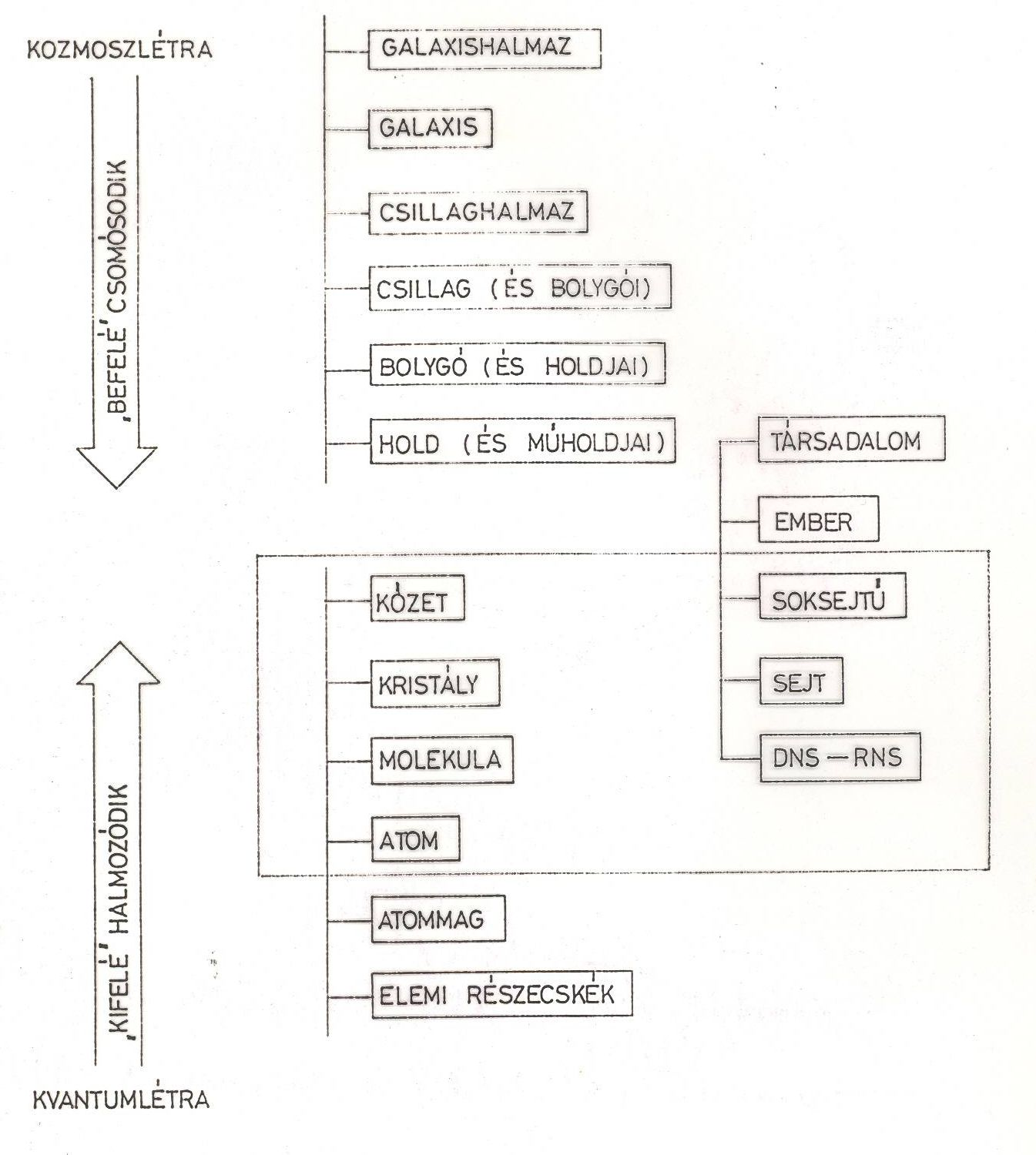
Az anyagfejlődés-történet során kialakult anyaghierarchia szintek. Az ábra Bérczi Sz. Anyagtechnológia I. című könyvéből való.

Az anyagfejlődés-történet jól követhető a különböző méretskálákon megfigyelhető struktúrák alapján is. Például a hétköznapi élet anyagainak belső felépítése alapján a szerkezeti anyagok három, jól elkülöníthető tartományra bonthatók:
- - az emberléptékű makroszkopikus szerkezeti szintre.
- - egy általános értelmű szövetszerkezeti szintre, és
- - az atom- és molekulaszerkezeti szintre,

A tudományos kutatás évszázadokon át fejlesztette ki az anyag megfigyelésének egyre finomabb léptékű módszereit. A mikroszkóp a szövetszerkezet, a sugárzási vizsgálati módszerek az egyre mélyebb anyagszerkezeti szintek megismeréséhez vittek el.
Egy másik tudományterületi ágon az orvostudomány is a szerkezeti hierarchia képét fejlesztette ki az emberi test gyógyítása során. A test szervekre, szövetekre, sejtekre, majd biokémiai egységekre osztása is szerkezeti hierarchiát követ.
Az említett geológiai kutatás kezdeteitől fogva vizsgálta a föld felszíni kőzettesteket és azok anyagát, a kőzetmintát. Ez a párhuzamosan végzett vizsgálat is egy jól kezelhető lépcsőfoka az anyagszerkezeti hierarchiának.
Az anyagszerkezeti hierarchia jelentősége nagy nemcsak a megismerésben, hanem az ipari anyagok kutatásában is. A fémek szerkezeti hierarchiája például jól érzékelteti azt az utat, amit a fémek fejlesztése a vasmeteoritok és terméselemek megismerése óta bejárt.

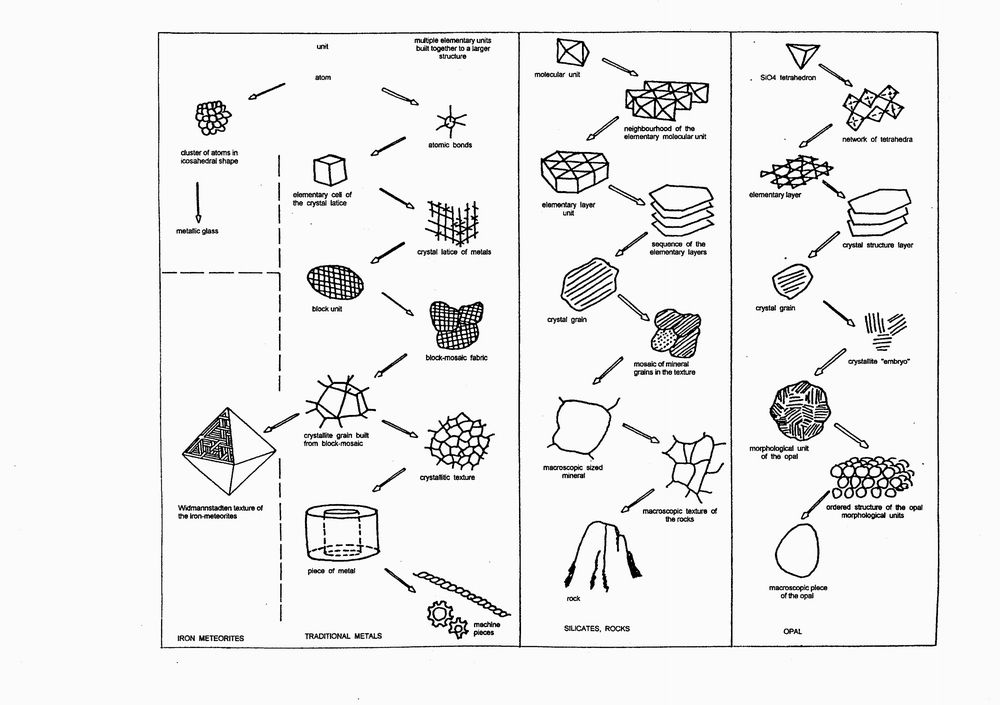
Az anyagszerkezeti hierarchia szintek néhány szerkezeti anyagban: bal oszlop - fémekben, középső oszlop - szilikátokban, jobb oszlop - az opálban. Látható, hogy többféle szerveződési hierarchia-szint is megjelenik a makroszkópikus szint és az atomi-molekuláris szint között. Az ábra Bérczi Szaniszló: Szimmetria és strukturaépítés című könyvéből való.